# Rikskrets

Tysk-romerska riket på början av 1500-talet.
Burgundiska kretsen
Nederrhensk-westfaliska kretsen
Nedersachsiska kretsen
Översachsiska kretsen
Frankiska kretsen
Kurrhenska kretsen
Överrhenska kretsen
Schwabiska kretsen
Bayerska kretsen
Österrikiska kretsen
Kretsfria territorier

En rikskrets (latin: Circulus imperii; tyska: Reichskreis) var en regional gruppering av territorier i Tysk-romerska riket ämnad för organiserandet av gemensamt försvar, skatteindrivning samt representation i Rikskammarrätten och kejserliga riksdagen. Systemet skapades i och med 1495 års riksreform under kejsar Maximilian I för att åstadkomma effektivare förvaltning av riket. Varje rikskrets hade en egen regional församling, kretsdagen, där alla ingående staters ständer var representerade.

## Lista över rikskretsar
Efter riksreformen i slutet av 1400-talet fastställde en kejserlig riksdag i Augsburg år 1500 sex rikskretsar. Ursprungligen fick dessa kretsar enbart siffror men gavs senare namn efter sin geografiska indelning.
De ursprungliga sex rikskretsarna var:
- Bayerska kretsen
- Schwabiska kretsen
- Överrhenska kretsen[3]
- Nederrhensk-westfaliska kretsen
- Frankiska kretsen
- Sachsiska kretsen (sedermera Nedersachsiska kretsen)

Ursprungligen lämnades huset Habsburgs och kurfurstarnas länder utanför uppdelningen men en riksdag år 1512 inkluderade flera av dessa territorier i fyra nya rikskretsar, så att det totala antalet uppgick till 10:
- Österrikiska kretsen, inkluderat huset Habsburgs territorier ärvda av kejsar Maximilian I.
- Burgundiska kretsen, inkluderat territorier ärvda av Maximilians hustru Maria av Burgund.
- Översachsiska kretsen, inkluderat kurfurstendömena Sachsen och Brandenburg.
- Kurrhenska kretsen, inkluderat de kurfurstliga ärkebiskopsstiften Mainz, Köln och Trier samt kurfurstendömet Pfalz.

### Kretsfria områden
Inte alla länder och territorier inom Tysk-romerska riket tvingades ingå i en rikskrets. Nedan nämnda områden exkluderades från den administrativa indelningen.
- Böhmiska kronans länder, såsom Kungariket Böhmen, Markgrevskapet Mähren och hertigdömena i Schlesien.
- Schweiziska edsförbundet, som efter det schwabiska kriget mot kejsaren vunnit undantag från rikslagarna.
- Norditalienska stater inom Tysk-romerska riket: Mantua, Milano, Modena och Reggio, Monferrato, Parma och Piacenza samt Toscana.
- Områden tillhörande riksridderskapet.
- Ett antal mindre områden såsom Jeverlandet, bonderepubliken Dithmarschen och grevskapet Montbéliard.

## Kretsarnas sammansättning
Tysk-romerska rikets rikskretsar hade inte kontinuerlig storlek och inflytande utan förändrades över tid allteftersom rikets olika furstendömen förändrades. Flera av kretsarna bestod av ett större rike samt flera småstater, t.ex. bestod Burgundiska kretsen år 1532 av det dominerande Hertigdömet Burgund samt fyra mindre grevskap. Då furstehus tog över tidigare självständiga staters rättigheter kunde de bli representerade i flera kretsar samtidigt. Till exempel blev huset Hohenzollern, som regerade över Markgrevskapet Brandenburg i Överrhenska kretsen, år 1614 också företrätt i Westfaliska kretsen genom att man fick makten i Hertigdömet Kleve.
Med tiden blev ett antal icke-tyska furstar representerade i olika rikskretsar. Som hertig av Holstein var kungen av Danmark ledamot i den nedersachsiska kretsdagen. Efter det trettioåriga kriget företräddes kungen av Sverige i Översachsiska kretsen genom Svenska Pommern och i Nedersachsiska kretsen genom Bremen-Verden. När Förenade Nederländerna blev en självständig republik 1581 och efter freden i Nijmegen år 1678 gick stora områden i väster förlorade vilket påverkade de drabbade kretsarnas utformning markant. Därefter dröjde det till franska revolutionskrigen och Napoleonkrigen innan lika stora förändringar av kretsarna skedde. Under 1790-talet förlorade Överrhenska kretsen ständigt territorier till Franska republiken och 1806 försvann uppdelningen av de tyska furstendömena i rikskretsar då Napoleon Bonapartes skapande av Rhenförbundet direkt ledde till hela Tysk-romerska rikets upplösning.